# Straßenbahn Seattle

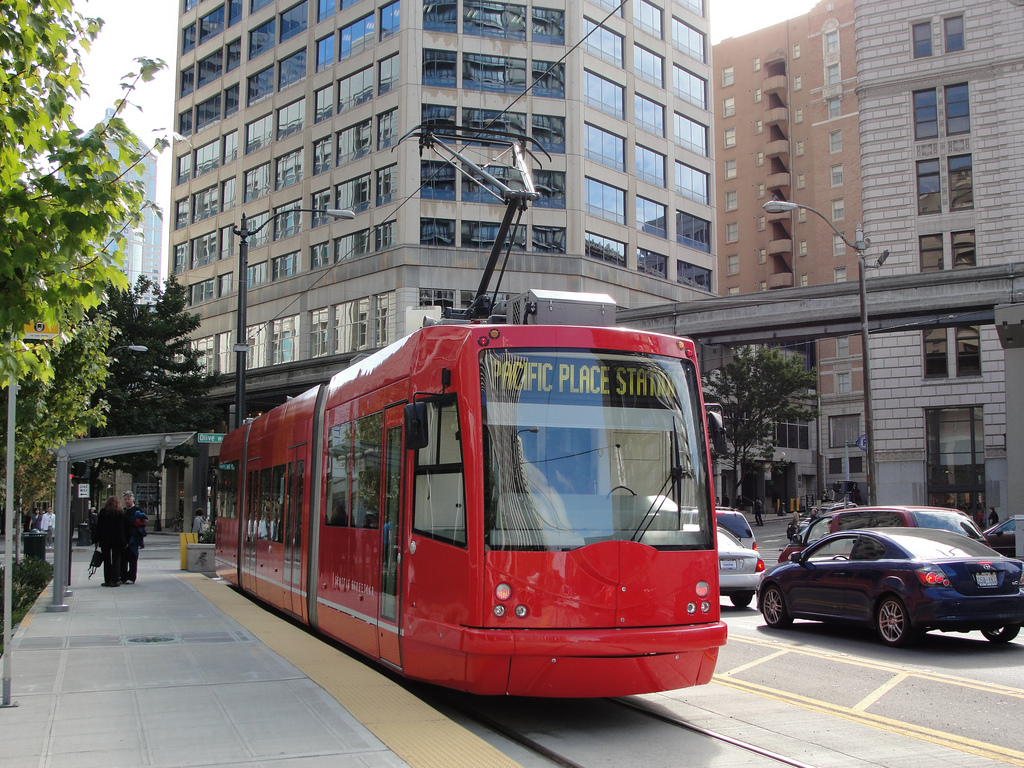
Inekon 12-Trio in der Endhaltestelle Pacific Place

Die Straßenbahn Seattle (englisch Seattle Streetcar) besteht aus zwei Straßenbahn-Strecken in der Stadtmitte von Seattle im Bundesstaat Washington der Vereinigten Staaten. Die Strecke „South Lake Union Streetcar“ wurde im Jahr 2007 eröffnet, die „First Hill Streetcar“ im Jahr 2016.
Ein wesentlich umfangreicheres Straßenbahn-Netz bestand in Seattle und der Umgebung ab den 1880er Jahren bis zur Stilllegung im Jahr 1941. Seit 2009 erschließt die Stadtbahn Seattle Teile der Metropolregion Seattle.

## Geschichte
Erste private Pferde-Straßenbahnen fuhren in den 1880er Jahren. Die Lage Seattles im Bereich einer stark hügeligen Landenge zwischen Lake Washington und Elliott Bay führte dazu, dass Linien als Kabelstraßenbahnen angelegt und andere bereits 1889 elektrisch befördert wurden.:199

### Erstes Straßenbahnsystem 1884 bis 1941
Nach der Pferdebahn 1884 wurden aufgrund der hügeligen Topografie Seattles ab dem Jahr 1887 zunächst Kabelstraßenbahnen als motorisierte öffentliche Verkehrsmittel gebaut. Die ersten elektrischen Straßenbahnen fuhren 1889 und verdrängten in kurzer Zeit die Pferdebahnen. 1892 betrug die Gleislänge der elektrischen Straßenbahnen bereits 77 km, die der Kabelbahnen 35 km.
Ab dem Jahr 1898 wurden die 22 eigenständigen Gesellschaften von der Seattle Electric Railway Company – einer Tochter der Firma Stone & Webster – aufgekauft. Die Seattle Electric Railway erhielt im Jahr 1900 von der Stadt Seattle eine 35-jährige Betriebsgenehmigung. In der Folge entstanden Überlandstrecken (Interurbans) nach Tacoma (1902) und Everett (1910). Aufgrund von gedeckelten Fahrpreisen, mehrfacher Streiks und zunehmender Konkurrenz durch den Straßenverkehr geriet die Seattle Electric Railway in finanzielle Schwierigkeiten. Die Stadt Seattle, die seit 1914 eigene Straßenbahnlinien betrieb, übernahm – durch Plebiszit ratifiziert – im Jahr 1918 für 15 Mio. Dollar den Betrieb. Der Kaufpreis wurde über einen Kredit finanziert, mit dem die neu entstandene Municipal Street Railway belastet wurde. Die daraus resultierenden Finanzierungslasten führten zu dauerhaft unzureichender Instandhaltung des Systems.
Im Jahr 1936 betrieb die Municipal Street Railway auf einer Gleislänge von 372 km mit 410 Fahrzeugen 26 elektrische Linien und 3 Kabelbahnen. Da die Gesellschaft weiterhin Verluste einfuhr und auch noch mit einem Teil des Kaufkredites belastet war, suchte die Stadt Seattle nach einem Ausweg aus dem finanziellen Dilemma. Dieser fand sich in Form eines Bundeskredites von 10 Mio. Dollar, den die Stadt im Mai 1939 erhielt, um die restlichen Schulden der Municipal Street Railway zu tilgen und mit den verbleibenden Mitteln das Straßenbahnnetz auf Oberleitungsbus- und Kraftomnibus-Betrieb umzustellen. Die Kabelbahnen wurden daraufhin im Jahr 1940 eingestellt, die letzte elektrische Straßenbahn des ersten Systems fuhr am 13. April 1941.

### Waterfront Streetcar 1982 bis 2005

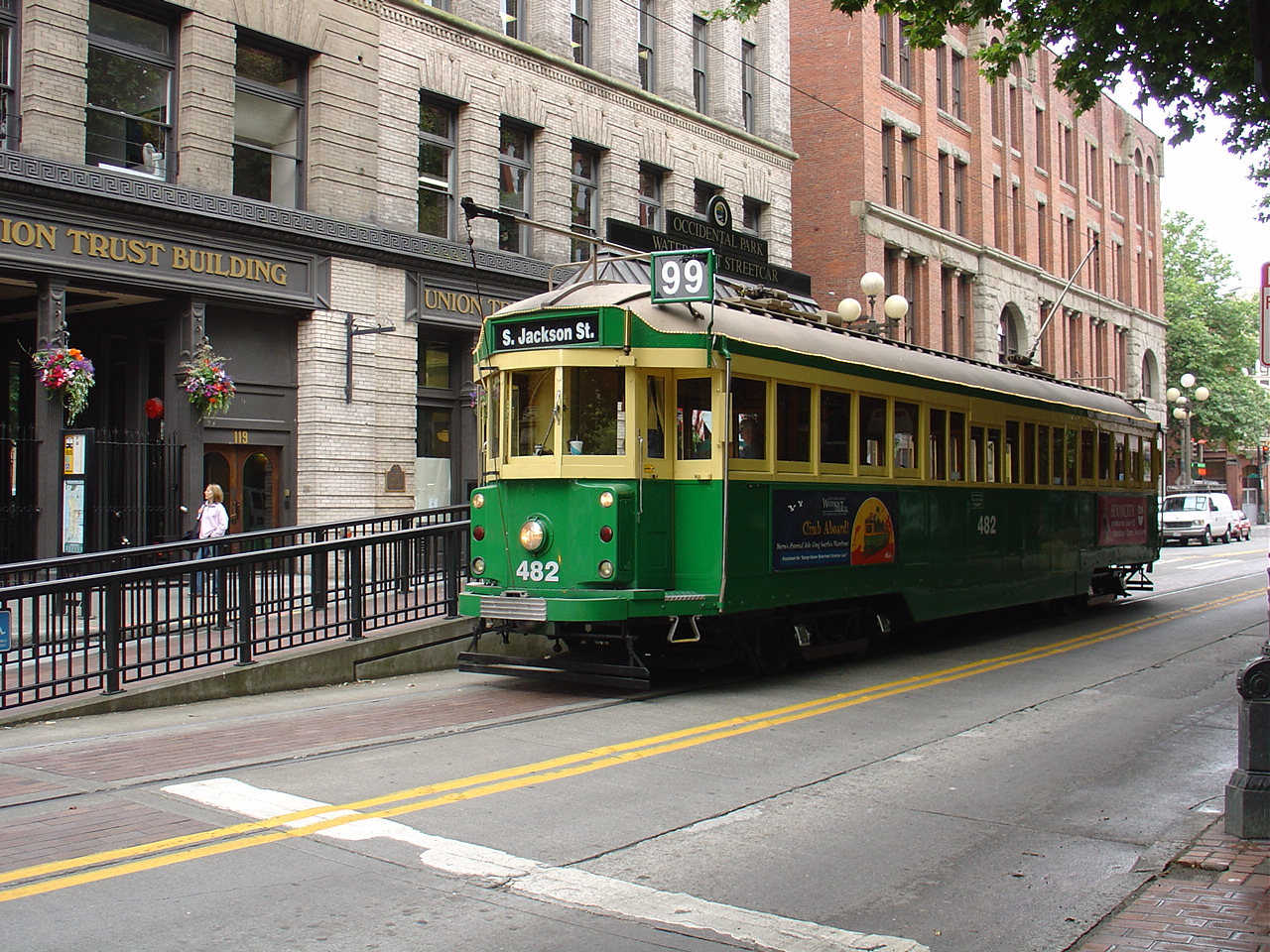
Waterfront Streetcar 1982–2005

Ausgehend von einer Projektidee aus dem Jahr 1974 wurde am 29. Mai 1982 eine touristisch ausgerichtete 2,6 km lange Straßenbahnlinie nördlich der Innenstadt an der Küste zur Elliott Bay unter dem Namen Waterfront Streetcar eröffnet. Zur Anbindung der Linie an den Downtown Seattle Transit Tunnel wurde sie im Jahr 1990 auf 3,2 km erweitert. Auf der Linie wurden fünf aus Melbourne übernommenen W2-Fahrzeuge der Baujahre 1925 bis 1930 eingesetzt. Mit Aufgabe des Betriebshofes, der auf der Fläche des neu errichteten Olympic Sculpture Parks lag, wurde die Linie am 18. November 2005 eingestellt.

### Modernes Straßenbahnsystem ab 2007
Nach dem Vorbild der Straßenbahn Portland in Portland (Oregon), das im Rahmen der Renaissance der Straßenbahn als erste amerikanische Großstadt ein modernes, wenn auch räumlich und von der Beförderungsleistung her kleineres Straßenbahnsystem wieder einführte, entstanden ab dem Jahr 2002 auch in Seattle Planungen zur Nutzung neuer Straßenbahnen für die Revitalisierung von Stadtvierteln. Als erstes Quartier wurde South Lake Union benannt, das ab den 1990er-Jahren einen städtebaulichen Entwicklungsprozess durchlief.
Seit 2016 sind in Seattle zwei Strecken mit je einer Verkehrslinie in Betrieb. Beide befinden sich im Eigentum der Stadt Seattle, verwaltet durch ihr Department of Transportation (Verkehrsamt). Betreiber im Auftrag des Seattle Department of Transportation ist das Verkehrsunternehmen King County Metro, das ein öffentliches Unternehmen des King County ist.

## South Lake Union Streetcar

### Strecke

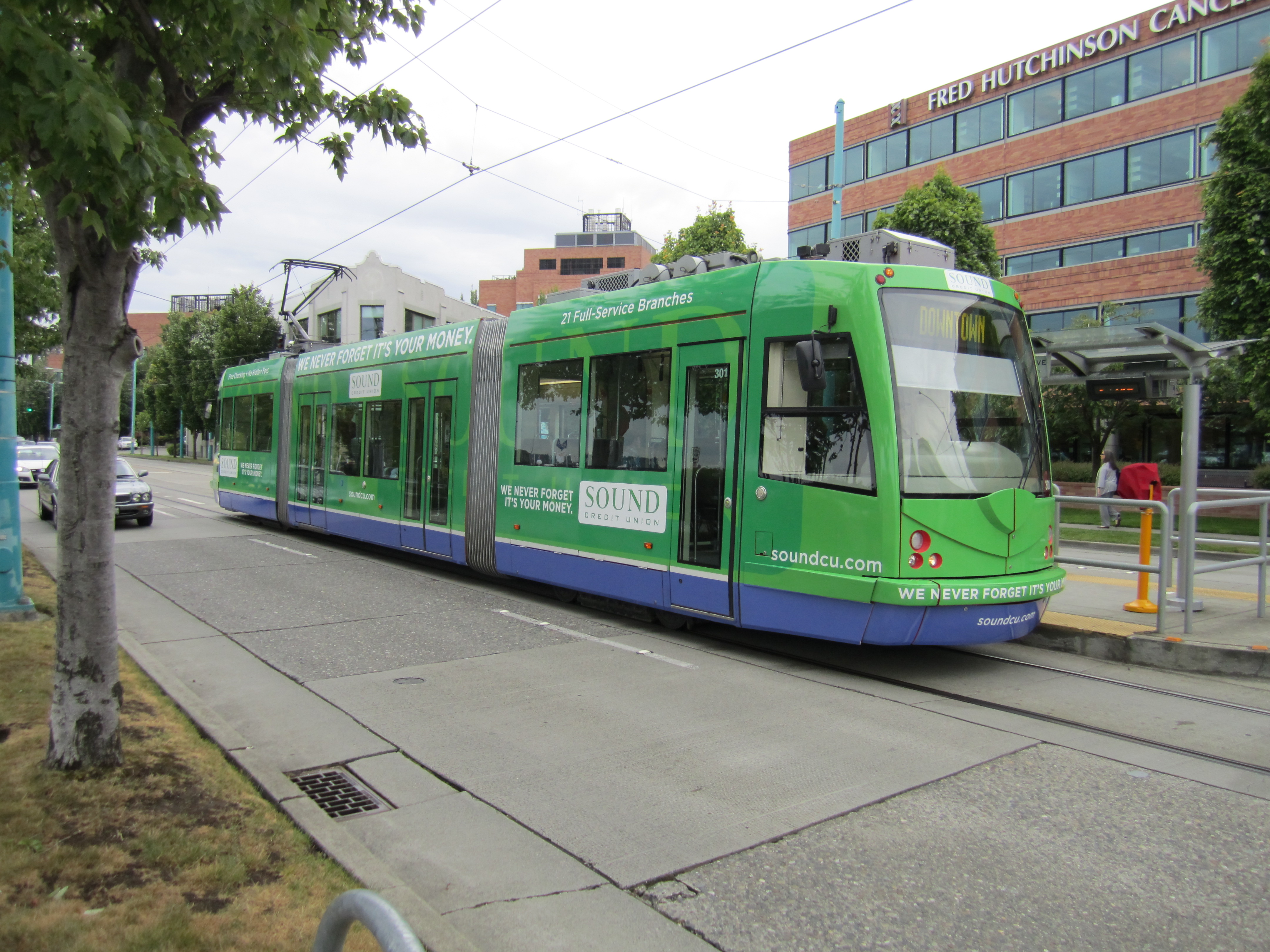
South Lake Union Streetcar an der Endhaltestelle Fairview and Campus Drive

Die 2,1 km lange Linie South Lake Union Streetcar verläuft vom Verkehrsknoten Westlake (Haltestelle Pacific Place), an dem Einschienenbahn Seattle, Stadtbahn, Straßenbahn und diverse Buslinien zusammen treffen, straßenbündig nordwärts in das South-Lake-Union-Viertel und endet an der Haltestelle Fairview and Campus Drive am Fred Hutchinson Cancer Research Center. Ein Teil der Strecke führt dabei durch zwei parallel verlaufende Straßen.
Die geplanten Kosten von 47,5 Mio. Dollar erhöhten sich bis zur Fertigstellung des Gesamtprojektes auf 56,4 Mio. Dollar.

### Technik
Der Betriebshof in der Harrison Street wird über eine kurze Stichstrecke erreicht.
Die Versorgung mit Gleichstrom für die Oberleitung erfolgt über zwei 2007 errichtete Unterwerke in der Nähe der beiden Streckenenden. Bei einem kündigte sich im Juli 2024 der bevorstehende Ausfall der Steuergeräte der Mittelspannungs-Schütze an, so dass der Straßenbahnbetrieb reduziert werden musste. Im August versagten die gleichen Bauteile beim zweiten Unterwerk, so dass King County Metro den Betrieb des South Lake Union Streetcar einstellte, bis Ersatz geliefert werden konnte. Einen direkten Busersatzverkehr bot King County Metro nicht an, was als Zeichen für die geringe verkehrliche Bedeutung der Linie gewertet wurde.

### Betrieb
Die South-Lake-Union-Linie wird von 6.00 Uhr bis 21.00 Uhr alle 15 Minuten bedient (freitags und samstags bis 23.00 Uhr, sonntags von 10.00 Uhr bis 19.00 Uhr). Mit Hilfe von Sponsoren war der Takt montags bis freitags in der Nachmittags-Hauptverkehrszeit auf 10 Minuten verdichtet. (Stand: Februar 2015)
Für den Betrieb wurden drei Fahrzeuge des Typs Trio-12 des tschechischen Herstellers Inekon erworben. Die 20,13 m langen und 2,46 m breiten dreiteiligen Fahrzeuge haben zwischen den Drehgestellen ein schwebendes Niederflur-Mittelteil und verfügen über 27 Sitz- und 113 Stehplätze.
Mit einem Preis von 2,25 Dollar pro Fahrt (ermäßigt 1,- Dollar, für Kinder und Jugendliche von 6 bis 17 Jahren 1,50 Dollar) ist für das South Lake Union Streetcar ein eigenes Tarifsystem eingeführt. Die Straßenbahn ist in das Central Puget Sound Regional Fare Coordination Project der Metropolregion Seattle integriert. Bei Verwendung des kontaktlosen und Mobile-Ticketing-Systems ORCA werden Übergänge von und zur Stadtbahn, den von King County Metro betriebenen Buslinien, den öffentlichen Fähren und der Einschienenbahn Seattle anerkannt. (Stand: März 2015/August 2024)
Die jährlichen Betriebskosten wurden für das Jahr 2024 mit 4,6 Mio. Dollar angegeben.

### Verkehrsleistung
Es werden hauptsächlich Büroarbeitsplätze erschlossen, darunter der Innenstadt-Campus des in Seattle beheimateten Konzerns Amazon. In den wirtschaftlich für Seattle starken 2010er Jahren sorgte dies für eine akzeptable, aber hinter den Erwartungen zurückbleibende Auslastung der Straßenbahn. Durch die seit der Corona-Krise Anfang der 2020er Jahre veränderten Gegebenheiten mit mehr Telearbeit verharrten die Fahrgastzahlen 2024 auf niedrigem Niveau.
| Jahr | Wagenkilometer in Tsd. | Passagiere in Tsd. | Personenkilometer in Tsd. |
| ---- | ---------------------- | ------------------ | ------------------------- |
| 2008 | 91,1                   | 413,3              | 608,7                     |
| 2009 | 96,8                   | 451,2              | 667,2                     |
| 2010 | 96,5                   | 520,9              | 758,9                     |
| 2011 | 99,3                   | 714,4              | 1.016,5                   |
| 2012 | 100,6                  | 750,9              | 1.046,1                   |
| 2013 | 101,8                  | 760,9              | 1.051,7                   |

Mit durchschnittlich 2.500 werktäglichen Fahrgästen (Stand: 3. Quartal 2014, laut APTA) lag die Verkehrsleistung der South-Lake-Union-Linie trotz anfangs stetig steigender Nutzung unter den Beförderungszahlen neuer europäischer Straßenbahnlinien. Im Juni 2024 gab es 494 Fahrgäste pro Tag.

## First Hill Streetcar

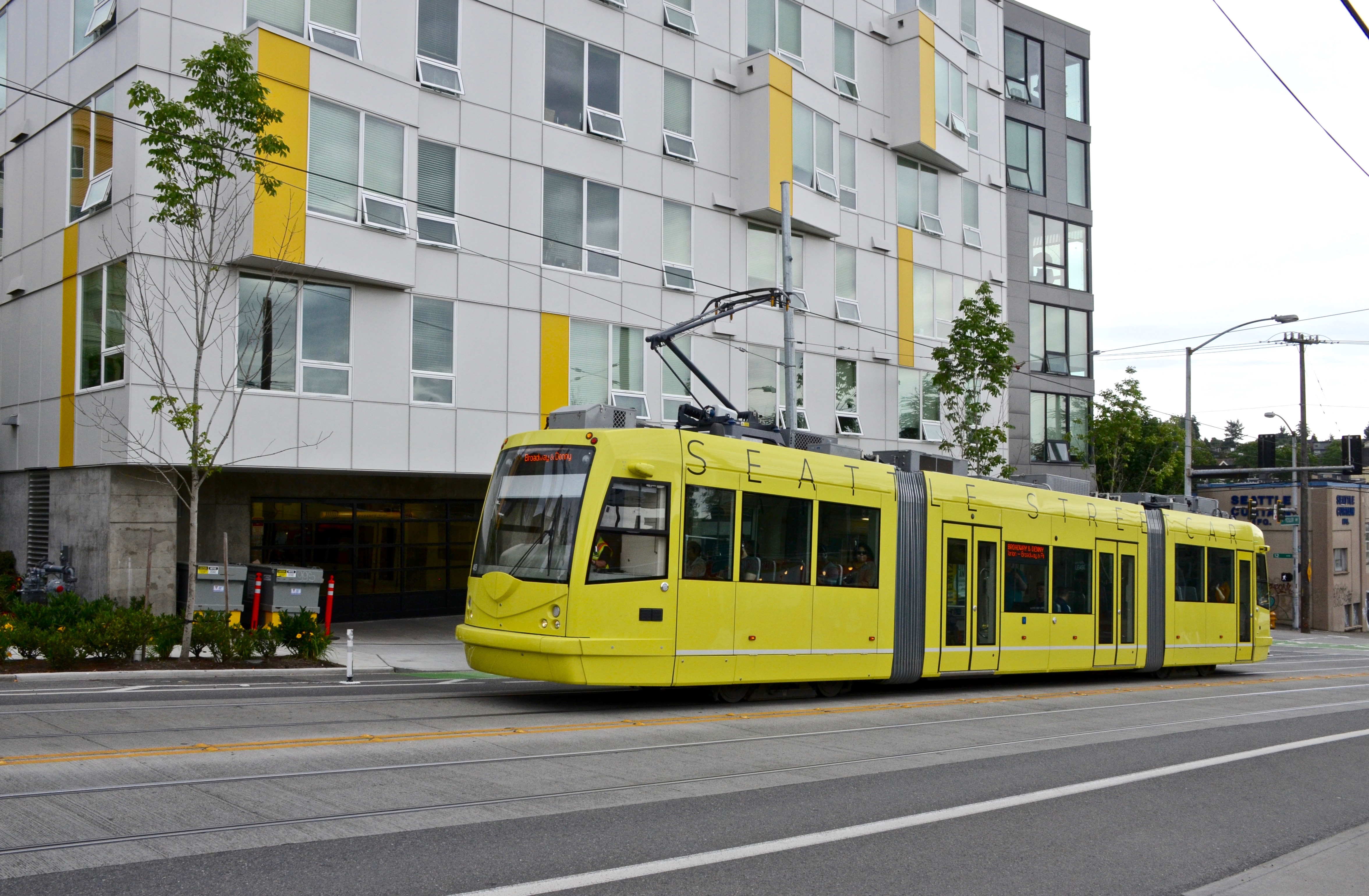
Wagen 403 auf der Yesler Way, in Richtung Capitol Hill (2016)

Seit dem 23. Januar 2016 gibt es in der Stadt eine zweite Straßenbahnlinie. Diese ist insgesamt 4,0 km lang und besitzt 10 Haltestellen je Richtung. Für die Strecke benötigt die Straßenbahn planmäßig 18 Minuten.
Die Linie verbindet die Viertel Chinatown International District, Pioneer Square, First Hill und Capitol Hill. Die Seattle University befindet sich direkt an dieser Linie.
Zu Hauptverkehrszeiten kommt alle 10 Minuten eine Bahn, sonst alle 12 bis 18 Minuten.
Die Linie ist deutlich besser ausgelastet als das South Lake Union Streetcar. Man rechnete bei der Planung mit 3.000 bis 3.500 Passagieren am Tag. Mit Stand Juni 2024 zählte King County Metro 3.598 werktägliche Fahrgäste.

## Zukünftige Entwicklung
In Seattle bestanden in den 2000er Jahren Planungen, die Straßenbahn zu einem umfangreichen innerstädtischen Verkehrssystem mit fünf Linien weiterzuentwickeln.
Vorrangig war die Strecke „First Avenue Extension“ unter dem Schlagwort „Culture Connector“ dafür vorgesehen, die beiden realisierten Strecken miteinander zu verbinden und so eine durchgängige Strecke herzustellen. Seit 2018 gibt es bei ihrer Umsetzung keinen Fortschritt und auch im Jahr 2024 lassen die öffentlichen Finanzen keinen Baubeginn zu.
Eine nördliche Verlängerung der „First Hill Streetcar“-Linie um zwei Haltestellen bis zur Roy Street wurde ab 2017 nicht weiter verfolgt.
Die gegenüber der Planung zurückbleibenden Nutzungzahlen des „South Lake Union Streetcar“ führten dazu, dass in der politischen Diskussion starke Kritik an der Nutzen-Kosten-Relation eines weiteren Straßenbahnbaus geübt wurde. Für einen zu modernisierenden Verkehrskorridor entschied sich die Stadt Seattle im Jahr 2015, anstelle einer Verlängerung des South Lake Union Streetcar eine Buslinie nach Bus-Rapid-Transit-Kriterien auszubauen.
Keine der Neubauplanungen wurde mit Stand 2023 noch vorangetrieben. Im Jahr 2024 beschloss der Stadtrat von Seattle eine Verkehrsstrategie für die Jahre bis 2045. Darin enthalten ist die „First Avenue Extension“ mit kleinen Erweiterungen beider vorhandener Strecken.:15